# لوريل هولومان
لوريل هولومان (بالإنجليزية: Laurel Holloman)‏ (و. 1971  م) هي رسامة، وممثلة أفلام، وممثلة تلفزيونية، وممثلة مسرحية أمريكية، ولدت في تشابل هيل، كارولاينا الشمالية.

## التعليم
تعلمت في جامعة ولاية كارولينا الشمالية في تشابل هيل
.

## وصلات خارجية
- لوريل هولومان على موقع IMDb (الإنجليزية)
- لوريل هولومان على موقع ألو سيني (الفرنسية)
- لوريل هولومان على موقع أول موفي (الإنجليزية)
- لوريل هولومان على موقع قاعدة بيانات برودواي على الإنترنت (الإنجليزية)
- لوريل هولومان على موقع قاعدة بيانات الأفلام السويدية (السويدية)
- لوريل هولومان على موقع إن إن دي بي (الإنجليزية)
- لوريل هولومان على موقع قاعدة بيانات الفيلم (الإنجليزية)
- لوريل هولومان على موقع كينوبويسك (الروسية)